# 7670 Кабелач
7670 Кабелач (7670 Kabelac) — астероїд головного поясу, відкритий 20 серпня 1995 року.
Тіссеранів параметр щодо Юпітера — 3,515.